# Andreas Späth
Andreas Späth (ou Andreas Spaeth), né le 9 octobre 1790 à Rossach dans le duché de Saxe-Cobourg et Gotha et mort le 26 avril 1876 à Gotha, est un compositeur allemand de musique romantique.

## Biographie

### Origine
Andreas Späth est né le 9 octobre 1790 en Haute-Franconie à Rossach (Großheirath) dans l'arrondissement de Cobourg,,,.

### Formation et carrière
Andreas Späth reçoit ses premières leçon de musique de l'instituteur de son village, Johann Georg Walther,. 
En 1810, il est admis comme clarinettiste au sein de l'orchestre de la cour de Cobourg,,, et il  reçoit des cours de Christian F. Gumlich (ou Grumlich), organiste de la cour et musicien de la chambre du prince,,. En 1813 il est promu au rang de hautboïste de première catégorie. En 1814 et 1815, il s'occupe exclusivement de la composition de marches et de morceaux d'harmonie pour les corps de musique militaire.
En 1816, Andreas Späth accompagne son employeur le duc Ernest Ier à Vienne afin de parfaire sa formation auprès des compositeurs Philipp Jakob Riotte et Franz Xaver Pecháček,,,,,,.
De retour à Cobourg, vu le peu de perspectives d'ascension au sein de la chapelle de la cour, Späth prie en 1821 le duc de le congédier afin de pouvoir accepter un poste d'organiste à Morges en Suisse,. 
Il travaille ensuite pendant 11 ans comme organiste à Morges, petite ville du canton de Vaud au bord du lac Léman, où il crée, en marge de ses fonctions à l'église, une société musicale constituée d'un chœur et d'un orchestre d'amateurs,,,.
En 1833, Andreas Späth devient directeur de la société de musique, professeur de chant et organiste de la ville à Neuchâtel,,,,.
Malgré sa situation confortable à Neuchâtel, Späth tente néanmoins plusieurs fois d'obtenir à la cour de Cobourg un poste qui corresponde à ses capacités. En 1838, à l'âge de 48 ans, après 17 ans en Suisse, il est rappelé dans sa ville natale pour y occuper les fonctions de premier violon, d'organiste de la cour et de professeur de musique à l'école normale,,.
En 1854, il est nommé maître de chapelle de la cour à Cobourg. Il reste à la chapelle de la musique de la cour de Cobourg jusqu'à sa pension et jouit d’une haute estime.
Andreas Späth s'éteint le 26 avril 1876 à l'âge de 86 ans à Gotha,,,,.

## Œuvre
Andreas Späth a écrit plusieurs opéras pour le théâtre de Cobourg et plus de 100 compositions instrumentales et vocales, dont des ballets, des oratorios, des psaumes, un Te Deum et une messe à quatre voix,,.
Ses opéras sont composés sur des livrets écrits par Leonhard Widmer, un librettiste originaire de Zurich et rencontré à Lausanne, essentiellement connu pour avoir composé les paroles du Cantique suisse, qui est l'hymne national de la Suisse depuis la seconde moitié du XXe siècle.

### Opéras
- 1821 : Ida von Rosenau
- 1833 : Elise
- 1837 : Der Astrolog
- 1842 : Omar und Sultana.

### Musique sacrée
- oratorio Die Auferstehung
- oratorio Petrus
- oratorio Judas Iscariot
- messe à quatre voix
- cantates
- psaumes
- Te Deum

### Musique instrumentale
- symphonie concertante pour 2 clarinettes et orchestre
- quatuors pour 2 violons, alto et basse, op. 95 et 107
- Variations op. 69 pour clarinette et quatuor à cordes
- Fantaisie sur un aria de Mozart op. 119 pour clarinette et piano
- Introduction et Variation op. 133 sur un air de Preciosa de Carl Maria von Weber pour clarinette et quatuor à cordes
- Trois nocturnes op. 175 pour clarinette et piano
- Trois mélodies op. 196 pour clarinette et piano

## Enregistrements
- 2019 : Romantic Clarinet Music, par Rita Karin Meier (clarinette), Karl-Andreas Kolly (piano) et le Galatea Quartet (MDG 903 2119-6)